# Katarina Timglas
Katarina Timglas (née le 24 novembre 1985 à Malmö) est une joueuse suédoise de hockey sur glace qui a évolué en ligue élite féminine en tant qu'attaquante . Elle a remporté une médaille d'argent olympique aux Jeux olympiques de 2006 à Turin. Elle a également remporté deux médailles de bronze aux championnats du monde.

## Carrière
Elle a été formée à l'IK Pantern. En 2001, elle rejoint le Limhamn Limeburners. En 2005, elle intègre l'effectif de l'AIK IF et remporte le championnat national 2007 et 2009 ainsi que la Coupe d'Europe des clubs champions 2005, 2006, 2007, 2008.

## Carrière internationale
Elle représente la Suède en senior depuis les championnats du monde 2005. Elle a participé aux Jeux olympiques de 2006 pour un bilan d'une médaille de bronze.

## Statistiques de carrière

### En club
| Saison    | Équipe                 | Ligue               |    | Saison régulière | Saison régulière | Saison régulière | Saison régulière | Saison régulière |   | Séries éliminatoires | Séries éliminatoires | Séries éliminatoires | Séries éliminatoires | Séries éliminatoires |
| Saison    | Équipe                 | Ligue               | PJ | B                | A                | Pts              | Pun              | PJ               | B | A                    | Pts                  | Pun                  |                      |                      |
| 2001-2002 | Limhamn Limeburners HC | Division 1 féminine | -  | -                | -                | -                | -                | 3                | 0 | 0                    | 0                    | 6                    |                      |                      |
| 2002-2003 | Limhamn Limeburners HC | Division 1 féminine | -  | -                | -                | -                | -                | 3                | 2 | 0                    | 2                    | 14                   |                      |                      |
| 2003-2004 | Limhamn Limeburners HC | Division 1 féminine | -  | -                | -                | -                | -                | 5                | 4 | 0                    | 4                    | 14                   |                      |                      |
| 2005-2006 | AIK IF                 | Division 1 féminine | -  | -                | -                | -                | -                | 3                | 2 | 3                    | 5                    | 14                   |                      |                      |
| 2006-2007 | AIK IF                 | Division 1 féminine | -  | -                | -                | -                | -                | 3                | 1 | 4                    | 5                    | 4                    |                      |                      |
| 2007-2008 | AIK IF                 | SDHL                | 11 | 3                | 9                | 12               | 10               | 4                | 1 | 2                    | 3                    | 8                    |                      |                      |
| 2008-2009 | AIK IF                 | SDHL                | 18 | 10               | 13               | 23               | 24               | 2                | 2 | 0                    | 2                    | 0                    |                      |                      |
| 2009-2010 | AIK IF                 | SDHL                | 15 | 9                | 11               | 20               | 47               | 3                | 0 | 1                    | 1                    | 0                    |                      |                      |

### En équipe nationale
| Année | Équipe | Compétition          |   | PJ | B | A | Pts | Pun                |  | Résultat |
| 2005  | Suède  | Championnat du monde | 4 | 0  | 0 | 0 | 0   | Médaille de bronze |  |          |
| 2006  | Suède  | Jeux olympiques      | 5 | 1  | 0 | 1 | 0   | Médaille d'Argent  |  |          |
| 2007  | Suède  | Championnat du monde | 5 | 2  | 1 | 3 | 2   | Médaille de bronze |  |          |
| 2008  | Suède  | Championnat du monde | 4 | 2  | 0 | 2 | 2   | Cinquième          |  |          |
| 2009  | Suède  | Championnat du monde | 5 | 1  | 1 | 2 | 12  | Quatrième          |  |          |
| 2010  | Suède  | Jeux olympiques      | 5 | 1  | 0 | 1 | 12  | Quatrième          |  |          |